# 黔东南黎平机场
黔东南黎平机场是一个位于中国贵州省黔东南苗族侗族自治州的黎平县的民用机场，位于贵州省黔东南州的黎平县高屯街道，毗邻湘、桂两省（区），距县城直线距离13公里，机场于2005年11月6日通航，建设成本2.4亿元，按4C级运行标准建设而成。这是贵州省继铜仁机场、兴义机场、安顺机场后第4个民用支线机场。

## 主要历史
- 2001年4月1日，黎平旅游支线机场建设项目于正式开工建设；
- 2005年11月6日，贵州黎平机场正式通航，迎来首批客人；
- 2005年11月9日，黎平机场通航万人盛典晚会在黎平一中足球场举行，邀请阿幼朵、阿鲁阿卓等著名歌手前来助阵，贵州卫视、广东卫视全程直播；
- 2005年11月10日，由华夏航空公司开通黎平—贵阳的航线[2]；
- 2007年4月17日，由华夏航空公司开通黎平—桂林的航线[3]；
- 2009年6月26日，由南方航空公司开通黎平—广州的航线[4]；
- 2011年9月11日，由天津航空公司开通黎平—贵阳的航线[5]；
- 2013年3月2日，由东方航空公司开通黎平—上海的航线[6]
- 2023年，黎平机场获民航局批复更名为“黔东南黎平机场”。

## 航空公司与航点
截至2024年7月，黔东南黎平机场暂时处于停航状态。

## 交通信息
从黎平县城到机场沿省道需45分钟，沿机场大道需10分钟，沿黎洛高速公路需15分钟。
- 公交车：黎平城—机场巴士，在黎平大酒店、西门桥头行政中心设站点，沿机场大道走，票价10元/人；
- 出租车：实行打表收费，沿机场大道走，20元/人；
- 客车：黎平—高屯客车，每隔15分钟一班，车费7元/人，沿省道走。